# Grande Mosquée de Diourbel
La Grande Mosquée de Diourbel est une mosquée située à Diourbel, dans le département de Diourbel, au Sénégal.

## Histoire
La mosquée a été construite entre 1916 et 1918 par Ahmadou Bamba.